# 时钟门控
时钟门控（英語：Clock gating）是一种在同步时序逻辑电路的一种定時器訊號技术，可以降低芯片功耗。时钟门控通过在电路中增加额外的逻辑单元、优化时钟树结构来节省电能。
可以通过以下几种方式在设计中添加时钟门控逻辑：
1. 通过寄存器传输级编程中的条件选择来实现使能信号，从而在逻辑综合过程自动被翻译为时钟门控；
2. 通过实例化特殊的时钟门控单元，来把时钟门控插入到设计中去；
3. 使用专门的时钟门控工具添加。